# Mittelhombrechen
Mittelhombrechen ist eine Hofschaft in Hückeswagen im Oberbergischen Kreis im Regierungsbezirk Köln in Nordrhein-Westfalen (Deutschland).

## Lage und Beschreibung
Mittelhombrechen liegt im nördlichen Hückeswagen oberhalb der Wuppertalsperre nahe der Stadtgrenze zu Radevormwald. Nachbarorte sind Oberhombrechen, Niederhombrechen, Mitberg, Kormannshausen, Neukretze und Karrenstein. Die Ortschaft ist über eine Zufahrtsstraße erreichbar, die zwischen Neuenherweg und Kormannshausen von der Kreisstraße K11 abzweigt und die auch Vormwald, Oberhombrechen und Karrenstein anbindet.
Bei Mittelhombrechen entspringt der Kretzer Bach, der in der Wuppertalsperre mündet.

## Geschichte
1481 wurde der Ort das erste Mal in einer Spendenliste für den Marienaltar der Hückeswagener Kirche urkundlich erwähnt. Schreibweise der Erstnennung: zo Hombrechen. Die Karte Topographia Ducatus Montani aus dem Jahre 1715 zeigt den Hof als Hombreck. Im 18. Jahrhundert gehörte der Ort zum bergischen Amt Bornefeld-Hückeswagen.
1815/16 lebten 24 Einwohner im Ort. 1832 gehörte Mittelhombrechen unter dem Namen Remmelshombrechen der Herdingsfelder Honschaft an, die ein Teil der Hückeswagener Außenbürgerschaft innerhalb der Bürgermeisterei Hückeswagen war. Der laut der Statistik und Topographie des Regierungsbezirks Düsseldorf als Weiler kategorisierte Ort besaß zu dieser Zeit vier Wohnhäuser und vier landwirtschaftliche Gebäude. Zu dieser Zeit lebten 23 Einwohner im Ort, allesamt evangelischen Glaubens.
Im Gemeindelexikon für die Provinz Rheinland werden 1885 sechs Wohnhäuser mit 48 Einwohnern angegeben. Der Ort gehörte zu dieser Zeit zur Landgemeinde Neuhückeswagen innerhalb des Kreises Lennep. 1895 besitzt der Ort sechs Wohnhäuser mit 31 Einwohnern, 1905 sechs Wohnhäuser und 31 Einwohner.

## Freizeit
In Mittelhombrechen 3 gibt es einen Reiterhof mit Schulung und Pferdezuchtbetrieb.

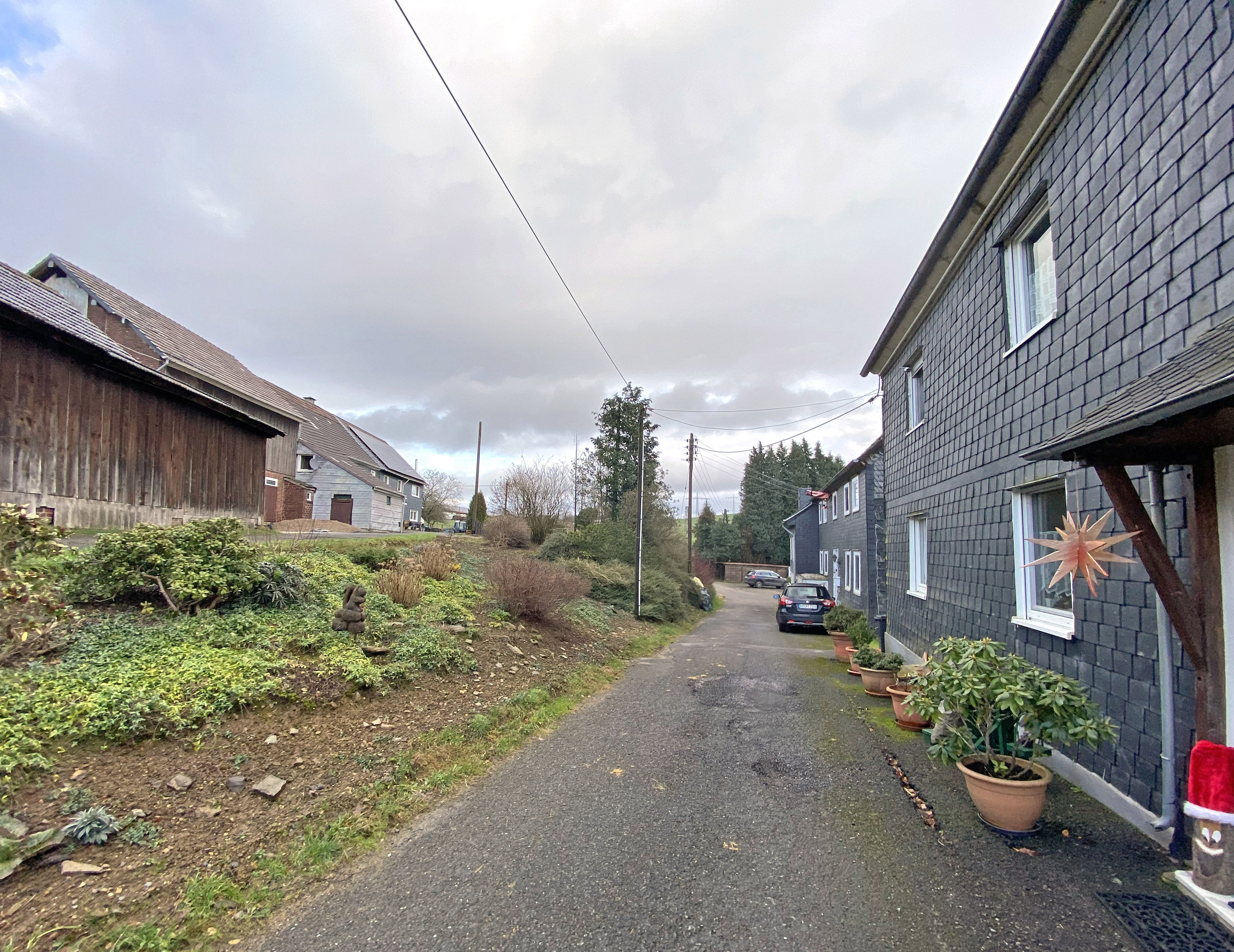
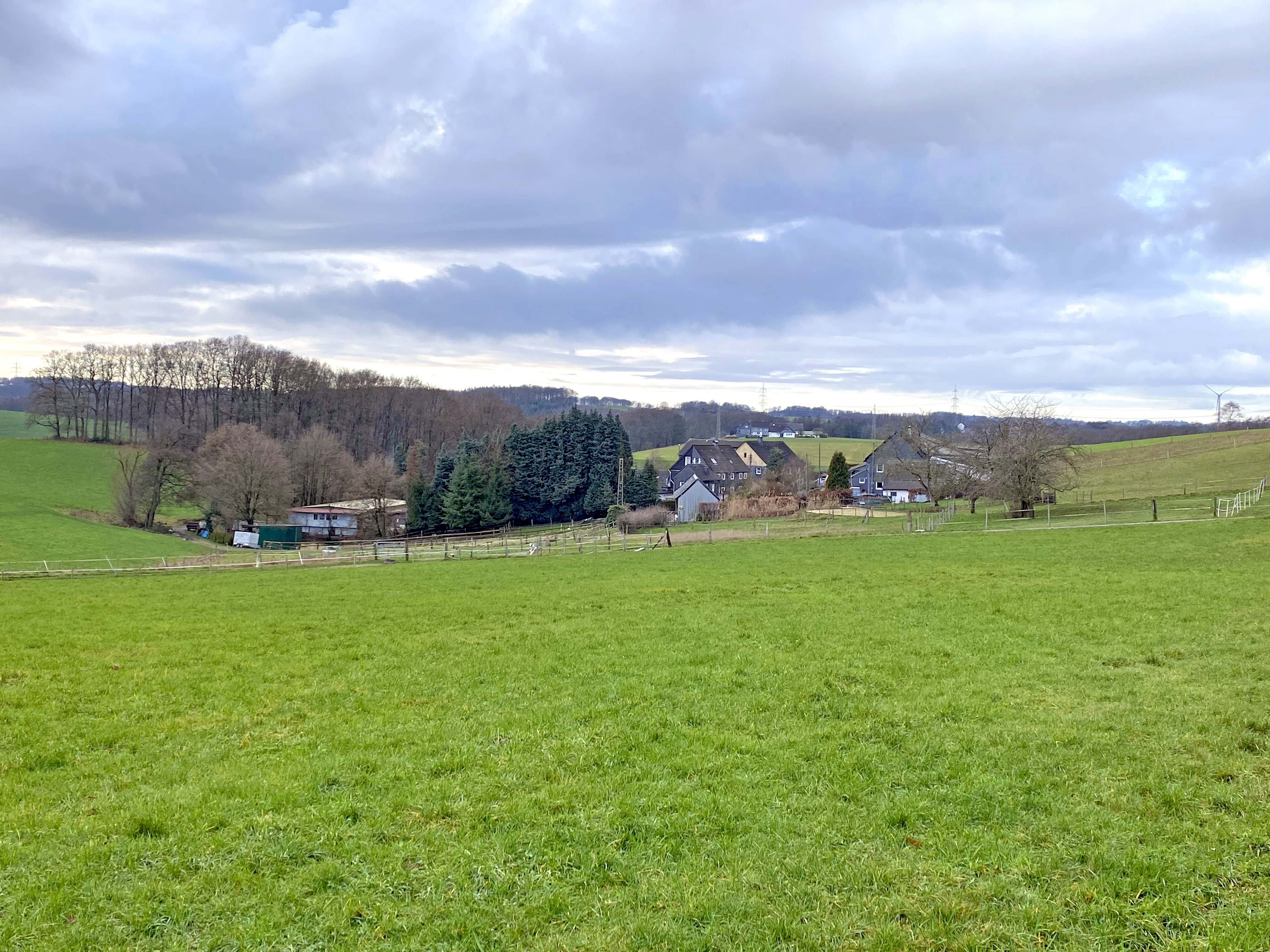